# ماريا كونوبنيكا
ماريا كونوبنيكا (23 أيار/ مايو 1842- 8 تشرين الأول/ أكتوبر 1910)، شاعرة وروائية وكاتبة للأطفال ومترجمة وصحفية وداعمة لحقوق النساء واستقلال بولندا. استخدمت كونوبنيكا أسماء مستعارة عديدة بما في ذلك جان سوا، وكانت أحد أهم شعراء الفترة التي سيطرت عليها الفلسفة الوضعية في بولندا.

## الحياة
وُلدت كونوبنيكا في سووالكي في 23 أيار/ مايو 1842 حيث كان والدها -جوزيف واسيوسكي- يعمل محاميًا. درست كونوبنيكا في المنزل وأمضت عامًا (1855-1856) في سكن تابع لدير أخوات الإفخارستيا (Zespół klasztorny sakramentek w Warszawie) في وارسو.
قدمت نفسها لأول مرة ككاتبة بقصيدة نشرتها عام 1870 بعنوان W zimowy poranek (أي «في فجر الشتاء»). اكتسبت شعبيتها بعد نشرها لقصيدة W górach (أي «في الجبال») عام 1876، والتي امتدحها هنريك سينكويكز الحائز على جائزة نوبل. تزوجت كونوبنيكا في عام 1862 من جاروساو كونوبنيكا، وأنجبوا ستة أطفال. مع ذلك، لم يكن زواجهما سعيدًا بسبب رفض زوجها مهنتها في الكتابة. كتبت ماريا في رسالة إلى صديق بأنها «لا تمتلك عائلة»، وبأنها «طائر محبوس في قفص». انفصلت عن زوجها بشكل غير رسمي في عام 1878، وانتقلت بعدها مع أطفالها إلى وارسو لمتابعة الكتابة. تنقلت وسافرت كثيرًا ضمن أوروبا؛ كانت رحلتها الرئيسية الأولى إلى إيطاليا في عام 1883، كما أمضت الفترة ما بين 1890 و1903 في أوروبا خارج بولندا.
وصفت حياتها بأنها «مضطربة»، بما في ذلك علاقاتها خارج نطاق الزواج، الوفيات، والأمراض العقلية في عائلتها. كانت صديقة لشاعرة بولندية تدعى إليزا أورزيسكوا، وكذلك للرسامة والناشطة ماريا دولوبيانكا (التي يُعتَقَد أنها عاشت معها في علاقة رومانسية). يُعتَقَد بأنها كانت مزدوجة التوجه الجنسي وربما مثلية (وخاصةً في علاقتها مع دولوبيانكا)، ولكن لم يُدرَس الموضوع بشكل جيد، كما لم يُذكَر في السيرة الذاتية لماريا.
بالإضافة إلى كونها كاتبة نشطة، كانت ماريا ناشطة اجتماعية أيضًا؛ إذ شاركت في الاحتجاجات ضد قمع الأقليات العرقية (البولندية في المقام الأول) والدينية في بروسيا، كما شاركت أيضًا في دعم حقوق المرأة.
اكتسب عملها الأدبي في ثمانينيات القرن التاسع عشر شهرةً واسعة في بولندا. وفي عام 1884، بدأت في كتابة أدب الأطفال، كما ظهرت لأول مرة ككاتبة نثر في عام 1888 عندما نشرت أربع قصص قصيرة. قرر عدد من الناشطين البولنديين مكافأتها في عام 1902 بسبب شعبية كتاباتها عن طريق شرائهم لها منزل مانوري. دُفِع سعر المنزل بعد جمع عدد من المنظمات والناشطين الأموال اللازمة لذلك، واختير الموقع في القسم النمساوي الأكثر تسامحًا نظرًا لأن بولندا لم تكن دولة مستقلة في ذلك الوقت، ولأن كتاباتها كانت غير موافقة سياسيًا للسلطات البروسية والروسية. نالت منزلها في 8 أيلول/ سبتمبر عام 1903 في مقاطعة زارنوفيتس حيث كانت تقضي الربيع والصيف، لكنها لم تسكنه في الشتاء والخريف، إذ استمرّت بالتنقل والسفر في أوروبا.
توفيت في ليفوف (الآن لفيف- أوكرانيا) في 8 تشرين الأول/ أكتوبر عام 1910، ودُفِنَت هناك في مقبرة ليتسكوفسكي.

## عملها
كتبت كونوبنيكا النثر (القصص القصيرة في المقام الأول) وكذلك القصائد التي اتخذت نمط الأغاني الشعبية. كتبت ماريا في العديد من أنواع وأنماط الأدب الأخرى كالكتابات المصورة والمذكرات السردية والدراسات النفسية وغيرها.  
كان اضطهاد وفقر الفلاحين والعمال واليهود البولنديين من بين الموضوعات الشائعة في أعمالها، كما كانت أعمالها أيضًا وطنية وقومية للغاية. وُصِفَت بأنها فيلوسامية بسبب تعاطفها مع الشعب اليهودي.
واحدة من أشهر أعمالها هي ملحمة «مستر بالسر في البرازيل» الطويلة التي تتحدث عن المهاجرين البولنديين في البرازيل. ومن أعمالها المشهورة الأخرى كانت قصيدة «القسم» التي لحنها فيليكس نوفوييسكي بعد عامين لتصبح النشيد غير الرسمي لبولندا، وخاصةً في أراضي القسم البروسي. انتقدت هذه القصيدة الوطنية سياسات الجِرمنة بشدة، ولهذا وُصِفَت بأنها معادية للألمانية. 
أشهر أعمالها الأدبية للأطفال هي قصة «اليتيمة الصغيرة ماري والأقزام» التي نُشِرَت في عام 1896. لاقت أعمالها في أدب الأطفال استقبالًا جيدًا مقارنةً بالعديد من الأعمال الأخرى المنشورة في تلك الفترة.
كتبت ماريا كونوبنيكا أيضًا قصيدة عن إعدام المواطن الإيرلندي روبرت إميت الذي أعدمته السلطات البريطانية في دبلن في عام 1803، لكن القصيدة نُشِرَت في عام 1908.
عملت ماريا في الترجمة أيضًا؛ إذ ترجمت أعمالًا للشاعرة والكاتبة الإيطالية آدا نيجري ونشرتها في بولندا في عام 1901.

## ذكراها
تحول منزل ماريا في زارنوفيتس إلى متحف افتُتِح في عام 1957، كما افتُتِح متحف آخر في سووالكي عام 1973.
يحمل عدد من المدارس والمؤسسات اسمها في بولندا، بما في ذلك عدة شوارع وساحات. كما سُمِّيَت سفينة تابعة للبحرية التجارية البولندية باسمها. تم تشييد العديد من اللوحات والآثار لها، وأحدثها نصب تذكاري لها بني في سووالكي في عام 2010، كما سُمِّيَت حفرة على كوكب الزهرة باسمها في عام 1994.

## معرض صور

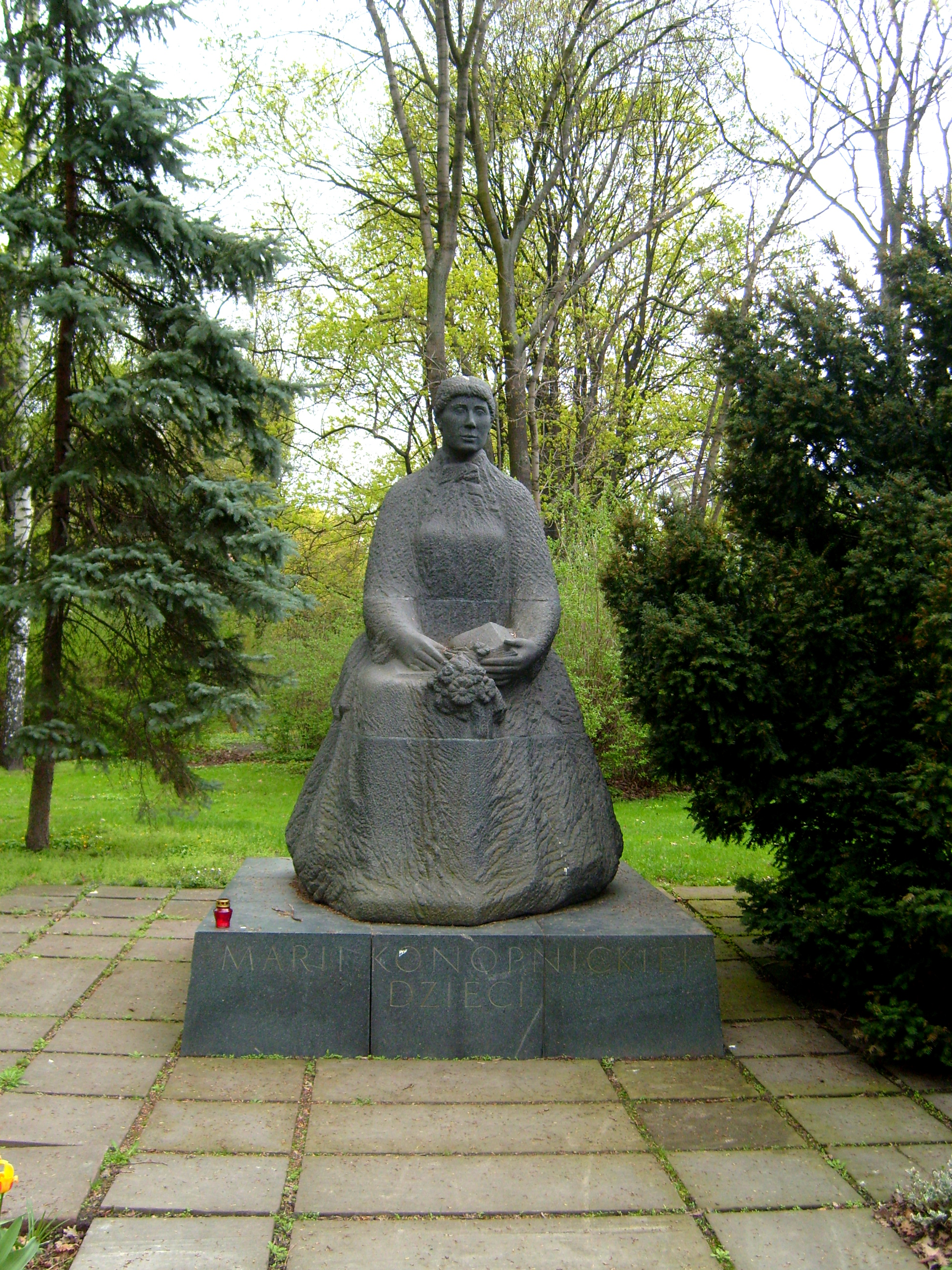
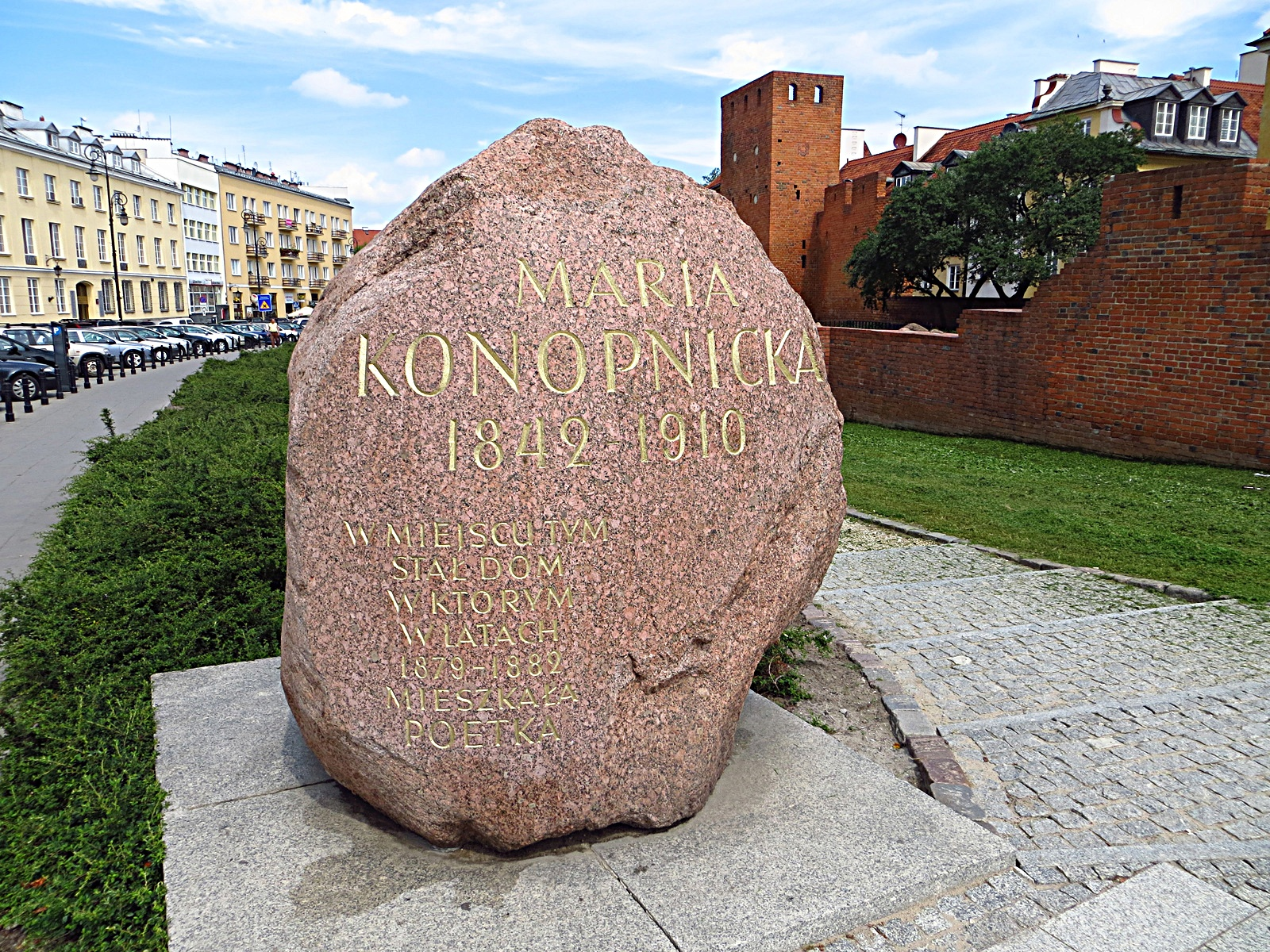
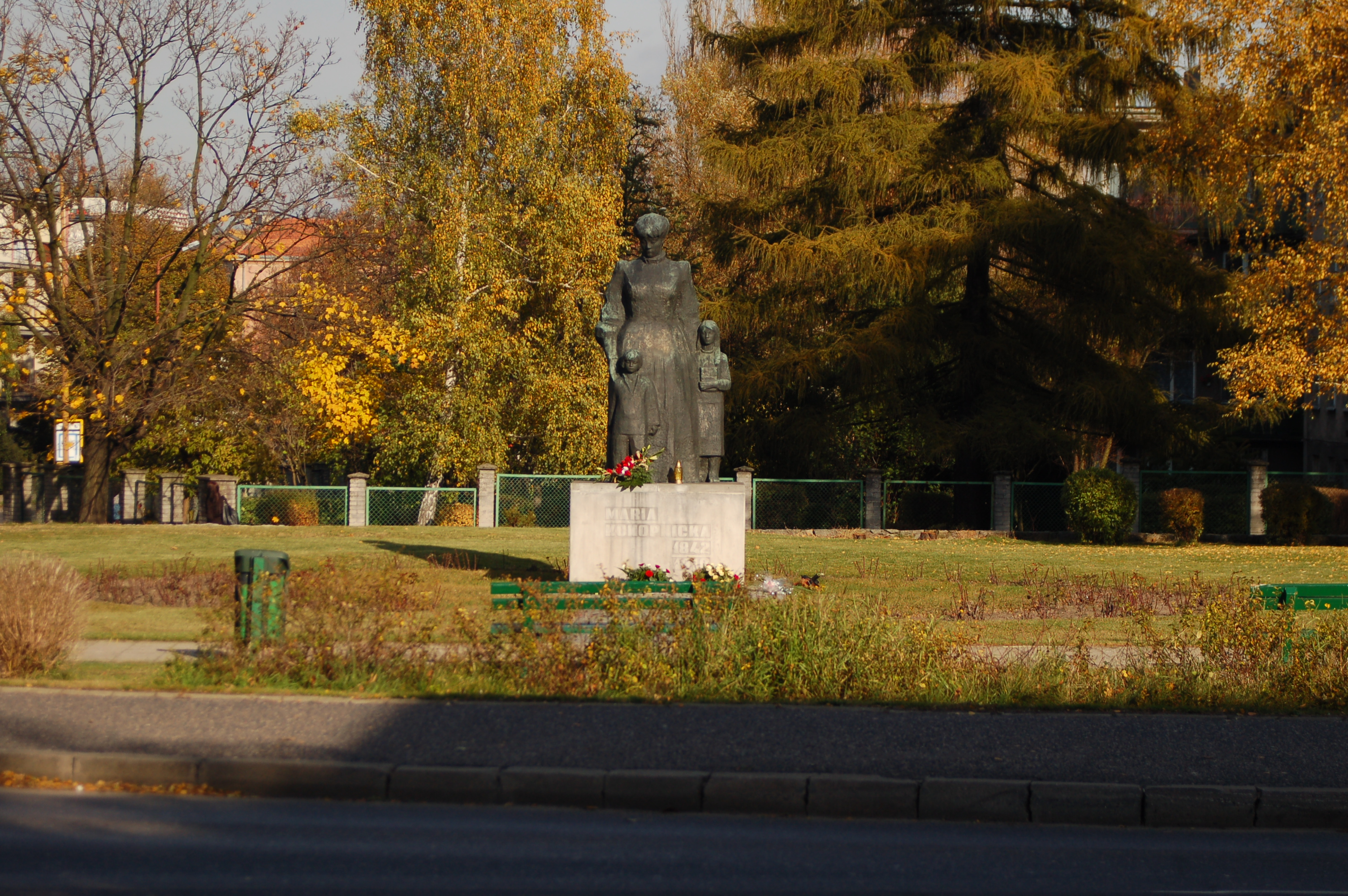
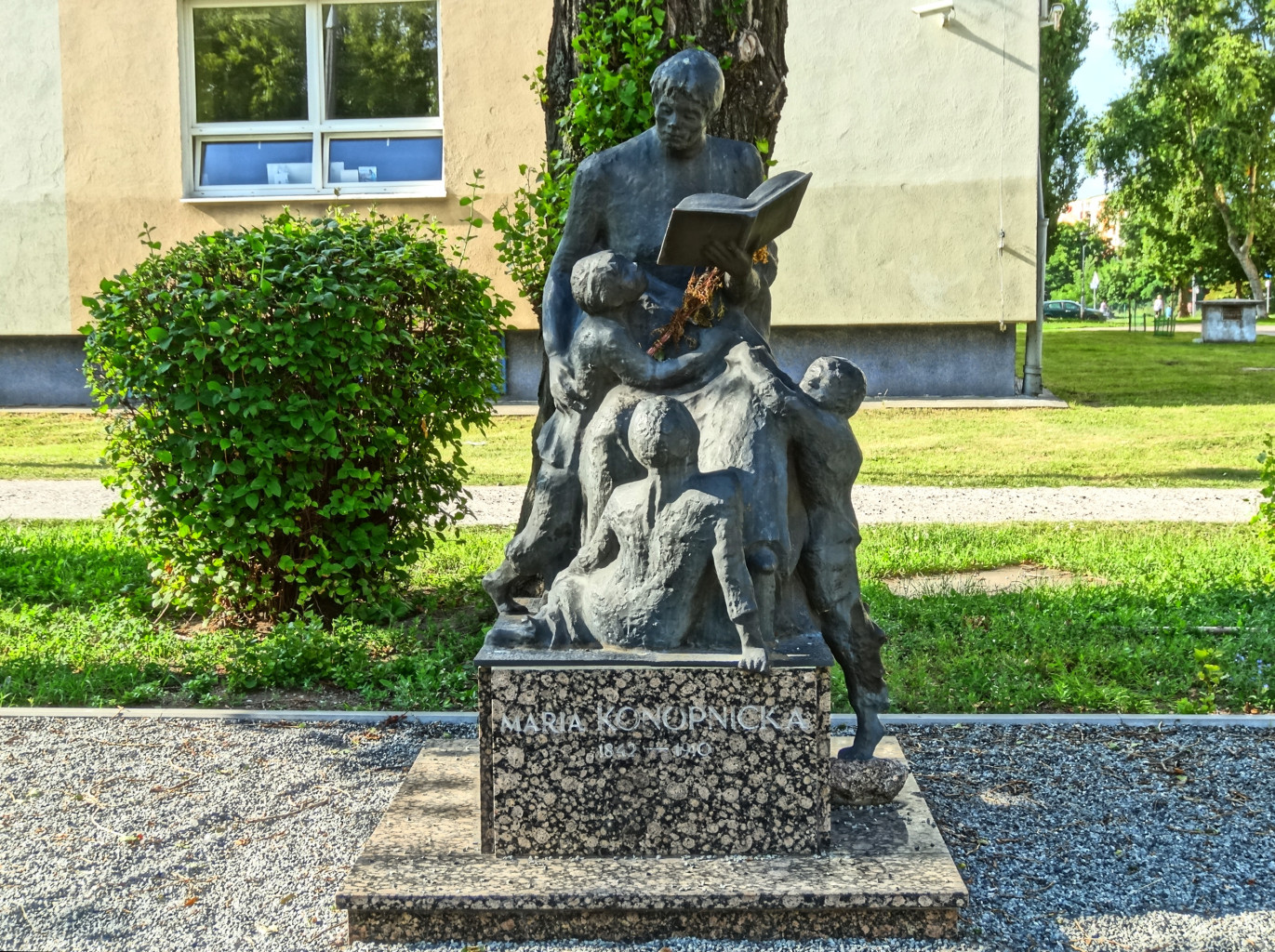
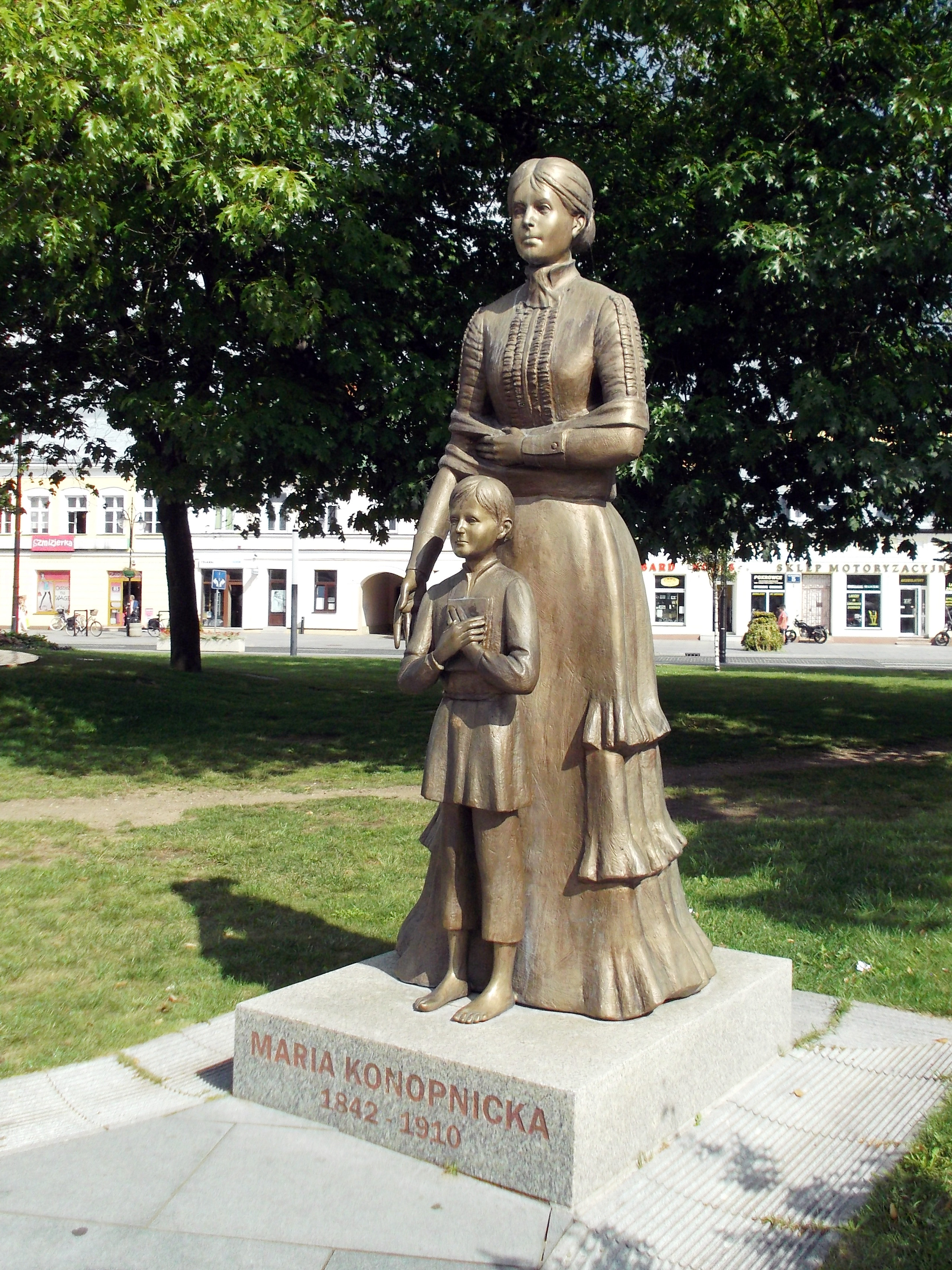

## أعمال مختارة

### الشعر
- سطور وأصوات (1897).
- كتاب الموسيقى التاريخية (1904).
- أصوات الصمت (1906)
- أغانٍ وصور (1909).
- مستر بالسر في البرازيل (1910).

### النثر
- أربع قصص قصيرة (1888).
- أشخاص أعرفهم (1890).
- في الطريق (1893).
- أشخاص وأشياء (1898).
- مندل غدانسكي.

### أدب الأطفال
- كتاب الأغاني للأطفال.
- حول جوني واندر.
- اليتيمة الصغيرة ماري والأقزام.
- اقتطاف العنب البري.

### قصائد
- القسم  (1908).
- ستيفيك بورزيموشا.
- كادحو اليوم الحر.

## روابط خارجية
- ماريا كونوبنيكا على موقع IMDb (الإنجليزية)
- ماريا كونوبنيكا على موقع الموسوعة البريطانية (الإنجليزية)
- ماريا كونوبنيكا على موقع ميوزك برينز (الإنجليزية)
- ماريا كونوبنيكا على موقع ديسكوغز (الإنجليزية)